# Habitatge al carrer Mestre Güell, 23 (Tàrrega)
L'Habitatge al Carrer Mestre Güell, 23 és una obra de Tàrrega (Urgell) inclosa a l'Inventari del Patrimoni Arquitectònic de Catalunya.

## Descripció
És un habitatge unifamiliar estructurat en planta baixa, primer pis i golfes. És de planta rectangular, adossat per la part de ponent a un altre habitatge i deixant descobert mig mur de l'altre lateral que s'adossa a un edifici de poca alçada permetent veure gran part del mur.
La façana principal està feta a base de grans aplacats de pedra que s'estructuren formant filades regulars i perfectes (planta baixa) i de maons a la resta de plantes. En el mur lateral esquerra, parcialment descobert, en canvi, hi ha ús de maons de terracota formant registres verticalitzants.
A la planta baixa hi ha dues portalades, una de gran amplada que dona accés al magatzem i una segona, molt més estreta i esvelta que dona accés a l'habitatge. Les dues són rectangulars. A la part inferior, es forma un sòcol de pedra, amb decoració puntejada que separa les dues portalades.
Al primer pis s'obre una finestra allindada, amb un marc motllurat i dues portes de fusta que s'obren a l'exterior. Aquesta desemboca en una gran balconada subjectada per dues mènsules i amb una senzilla barana de forja. A la llinda d'aquest finestral es pot llegir MARGARITA i la data de construcció de l'habitatge (1949).
Les golfes s'obren a l'exterior mitjançant dues petites finestretes quadrangulars emmarcades amb pedra. La composició de les obertures d'aquesta casa és asimètrica, cap està centrada.
A la part superior de l'edifici sobresurt una cornisa ondulada on fa d'element sostenint el canal d'aigua.